# Шутнербоси
Шутнербо́си (чув. Шутнерпуҫ) — деревня в Урмарском муниципальном округе Чувашской Республики. 

## География
Расположен в северо-восточной части региона, в пределах Чувашского плато, на реке Шутнер, у региональной автодороги 97К-002 «Аниш»

### Климат
В деревне, как и во всём районе, климат умеренно континентальный с продолжительной холодной зимой и довольно тёплым сухим летом. Средняя температура января −13 °C; средняя температура июля 18,7 °C. За год выпадает в среднем 400 мм осадков, преимущественно в тёплый период. Территория относится к I агроклиматическому району Чувашии и характеризуется высокой теплообеспеченностью вегетационного периода: сумма температур выше +10˚С составляет здесь 2100—2200˚.

## Топоним
Историческое название — Шутняр боси.

## История
В XVIII веке выселок с. Шутнерово. Жители — чуваши, до 1866 государственные крестьяне. Во второй половине XIX века действовала ветряная мельница. В 1930 образован колхоз «Октябрь».

### Административно-территориальная принадлежность
В составе Яниково-Шоркистринской волости Цивильского уезда с XIX века — 1927 года, в составе Урмарского района — с 1927 года.
К 2002 году входила в Арабосинский сельсовет.
Входила с 2004 по 2022 г. в состав Бишевского сельского поселения Урмарского района.
В рамках реформы местного самоуправления к 1 января 2023 года поселения района были упразднены, а  НП объединены в единый  муниципальный округ.

## Население
| 2010 | 2012 | 2015 |
| ---- | ---- | ---- |
| 141  | ↗177 | ↘149 |

### Национальный и гендерный состав
Согласно результатам переписи 2002 года, в национальной структуре населения чуваши составляли 99 % от общей численности в 135 чел., из них мужчин 61, женщин 74.

## Инфраструктура
Личное подсобное хозяйство.
Основа экономики — сельское хозяйство.

## Достопримечательности
В центре деревни находится памятник Воинам, павшим в Великой Отечественной войне 1941—1945 гг

## Транспорт
По восточной окраине деревни проходит автомобильная дорога регионального значения 97К-002 «Аниш» (идентификационный номер 97 ОП РЗ 97К-002). На ней находится остановка общественного транспорта «Шутнербоси».